# Fontaine-Notre-Dame (Nord)
Fontaine-Notre-Dame ist eine französische Gemeinde mit 1.759 Einwohnern (Stand: 1. Januar 2022) im Département Nord in der Region Hauts-de-France; sie gehört zum Arrondissement Cambrai und zum Kanton Cambrai. Die Einwohner werden Fontenois genannt.

## Geographie
Fontaine-Notre-Dame liegt fünf Kilometer westlich von Cambrai an der Schelde und dem parallel verlaufenden Canal de Saint-Quentin. Umgeben wird Fontaine-Notre-Dame von den Nachbargemeinden Raillencourt-Sainte-Olle im Norden, Cambrai im Osten, Proville im Osten und Südosten, Cantaing-sur-Escaut im Süden, Anneux im Südwesten sowie Bourlon im Westen und Nordwesten.
Durch die Gemeinde führen die Autoroute A2 und die frühere Route nationale 30 (heutige D630). 

## Geschichte
Fontaine-Notre-Dame lag unmittelbar in der Frontzone der sogenannten Hindenburg-Linie. Der Ort wurde im Ersten Weltkrieg fast komplett zerstört.

### Bevölkerungsentwicklung
| Jahr                       | 1962 | 1968 | 1975 | 1982 | 1990 | 1999 | 2006 | 2012 | 2020 |
| Einwohner                  | 1467 | 1410 | 1489 | 1560 | 1639 | 1632 | 1673 | 1752 | 1767 |
| Quellen: Cassini und INSEE |      |      |      |      |      |      |      |      |      |

## Sehenswürdigkeiten

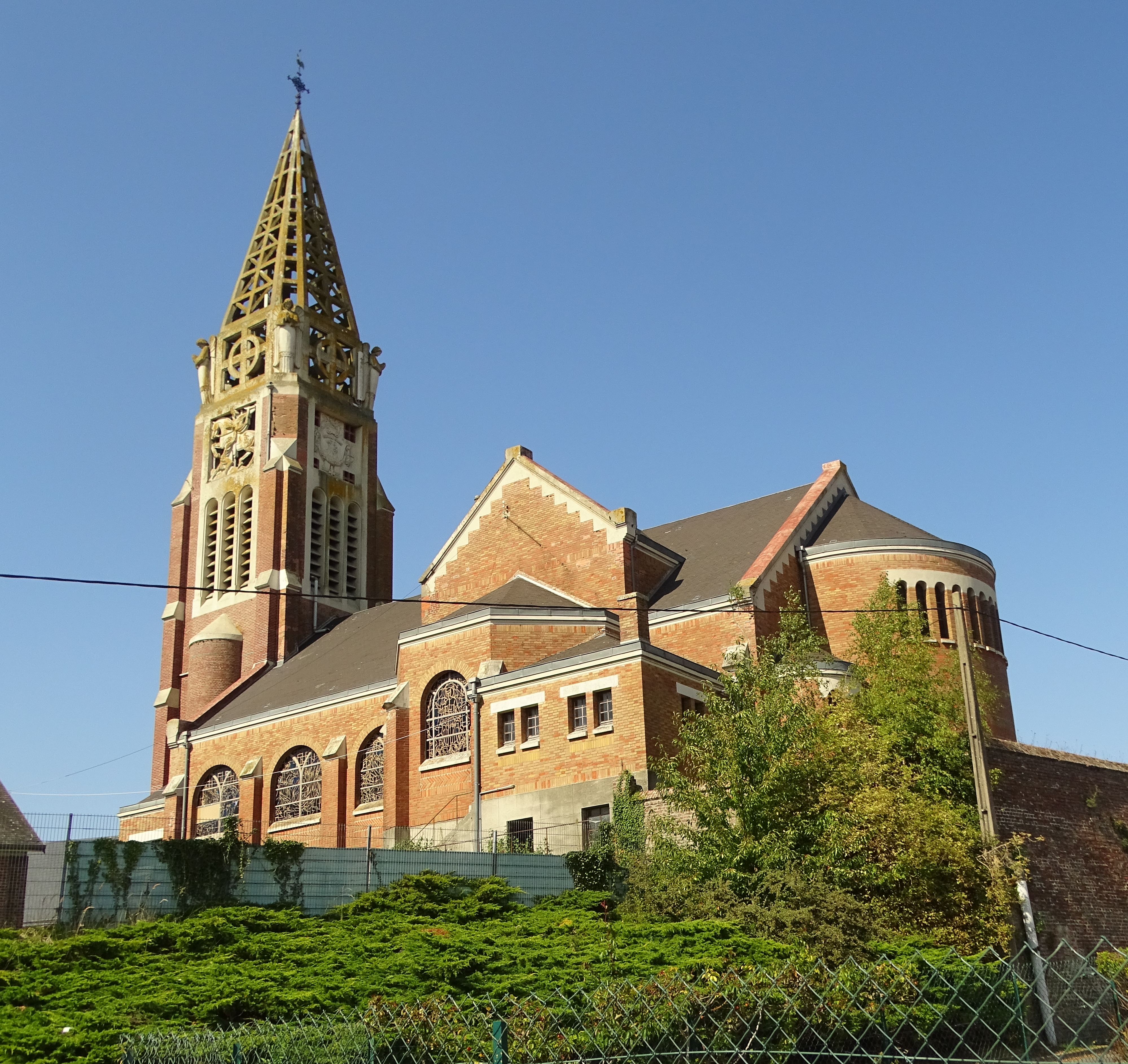
Kirche Saint-Martin
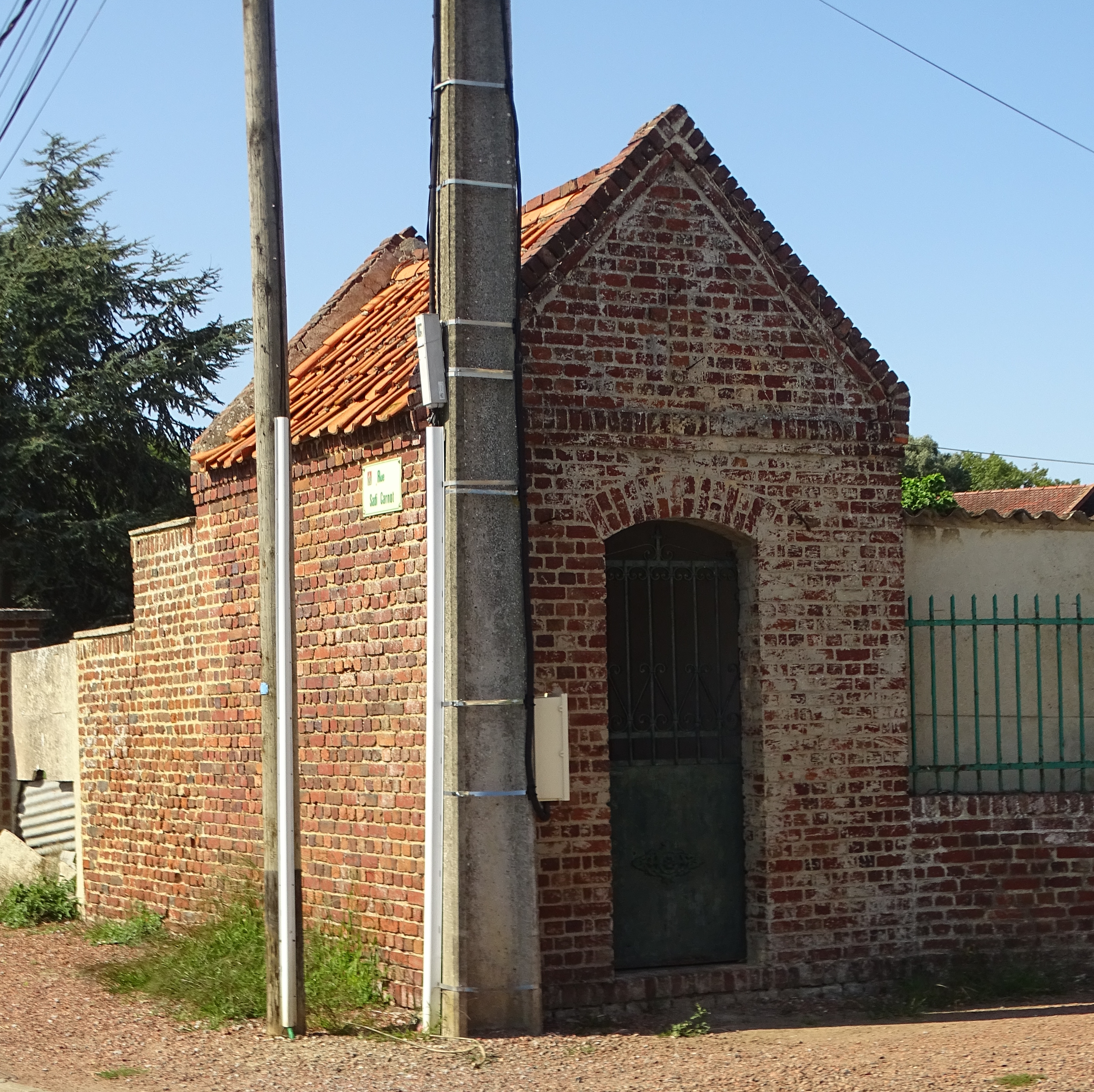
Kapelle Saint-Roch
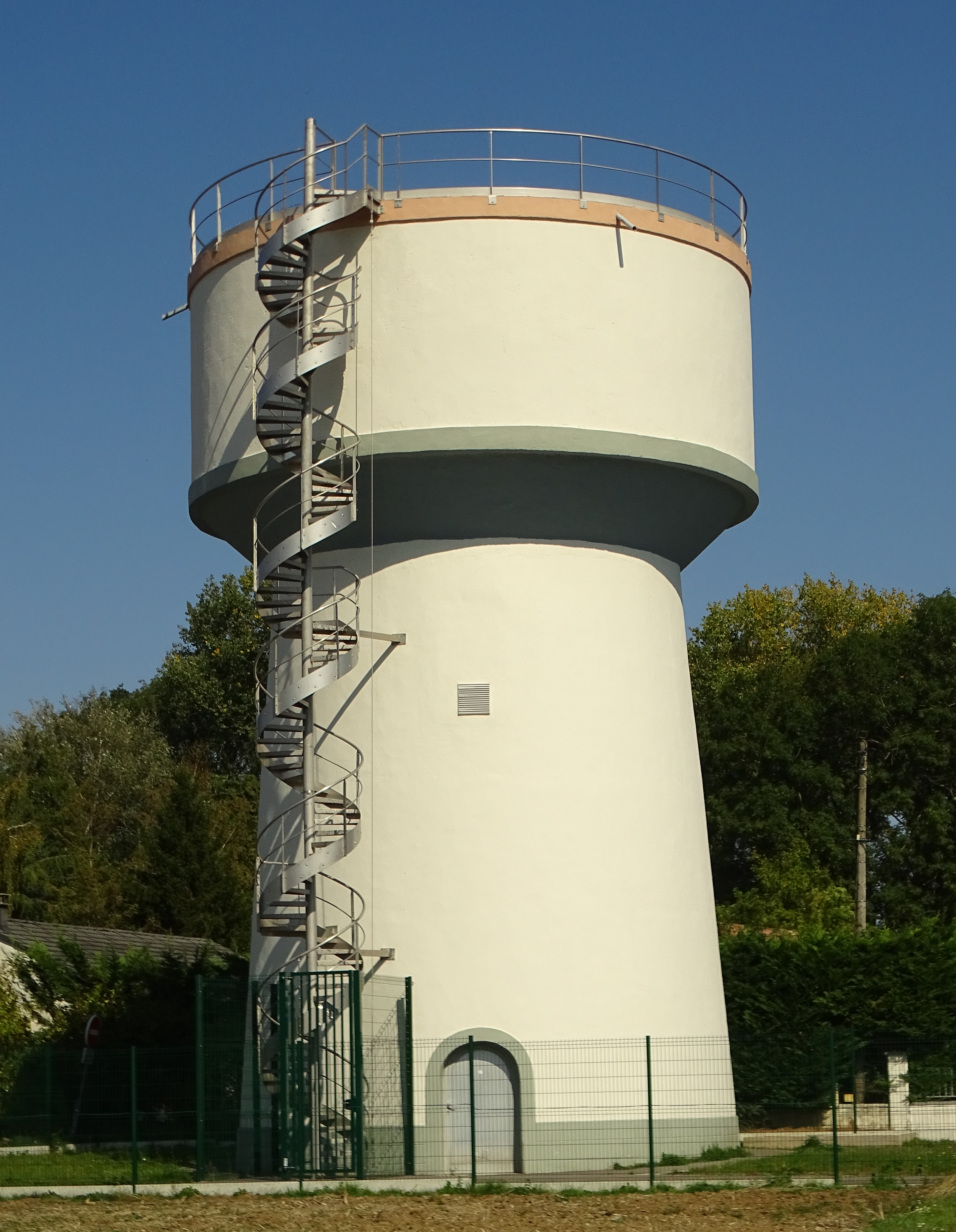
Wasserturm
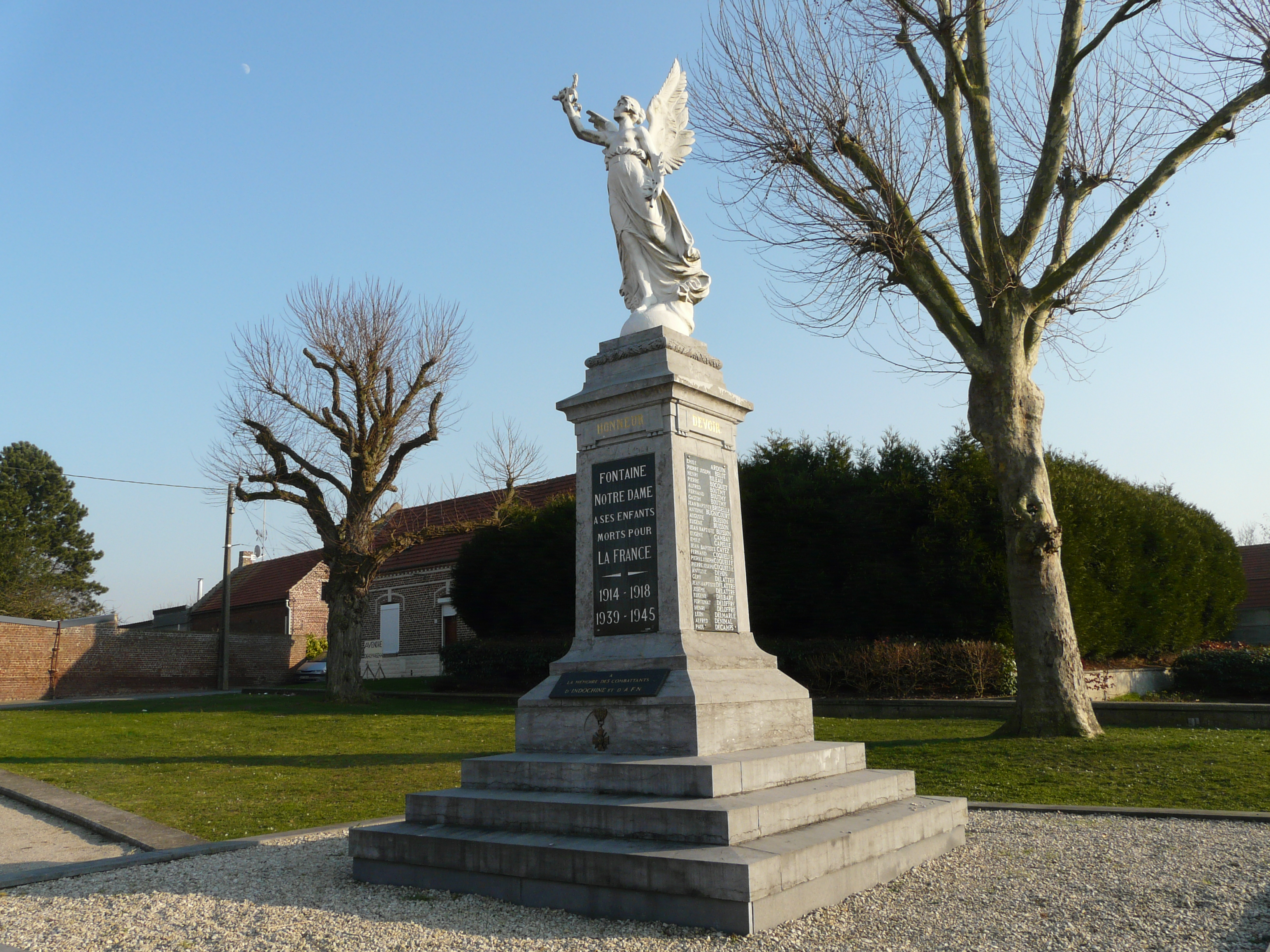
Gefallenendenkmal

- Kirche Saint-Martin
- Kapelle Saint-Roch
- Wasserturm
- Gefallenendenkmal

## Persönlichkeiten
- Jules Fouquet (1878–1966), 67 Jahre lang Titularorganist der Kathedrale von Laon